# بنيامين شمولك
بنيامين شمولك (بالإنجليزية: Benjamin Schmolck )(ولد في براوخيتشدورف القريبة من مدينة ليجنيتس في 21 ديسمبر 1672- مات في شفايدنيتس في 12 فبراير 1737) شاعر ألماني, اقتصر شعره على تأليف الأغاني الكنيسة، وهو ينتمي إلى عصر الباروك.

## حياته
ولد بنيامين في براوخيتشدورف القريبة من ليجنيتس, وكان والده قسيسا في كنيسة البلدة. وقد التحق بنيامين بمدرسة ثانوية في ليجنيتس, وفي عام 1693 التحق بكلية اللاهوت في لايبزج.
وبعد أن أنهى دراسته في عام 1697, عمل مع والده قسيسا مساعدا في كنيسة برواخيتشدورف, إلى أن عين شماسا في عام 1702 في كنيسة Friedenskirsche (كنيسة السلام) في مدينة شفايدنيتس.
وهناك عاش بقية حياته. وبجانب ذلك كان يدرس في مدرسة جنادنشوله Gnadenschule, وكان من بين تلامذته يوهان كريستيان جونتر.
وكان شمولك ينتمي إلى النزعة التقوية الدينية، وكتب ما يقرب من 1183 أغنية كنسية, وما زال العديد منها يغني حتى الآن. وما تزال مجموعة أغانيه الكنسية تطبع وتنشر حتى الآن.

## روابط خارجية
- بنيامين شمولك على موقع ديسكوغز (الإنجليزية)